# Branimir Koloper
Branimir Koloper (31. listopada 1985.) je hrvatski rukometaš. 
Za seniorsku reprezentaciju igrao je na Mediteranskim igrama 2005. godine.